# 表本胆烷醇酮
表本胆烷醇酮（英語：Epietiocholanolone，也叫做3β-羟-5β-雄烷-17-酮 3β-hydroxy-5β-androstan-17-one，或者本胆烷-3β-醇-17-酮 etiocholan-3β-ol-17-one）是一种本胆烷（5β-雄烷）衍生的甾体物质，也是睾酮在肝脏中的主要代谢产物。其代謝途徑为睾酮通过5β还原酶转化为5β-双氢睾酮，5β-双氢睾酮再通过3β-羟基类固醇脱氢酶转化为3β,5β-雄烷二醇（又叫3β-本胆烷二醇），3β-本胆烷二醇再通过17β-羟基类固醇脱氢酶转化为表本胆烷醇酮。另外，5β-雄烷二酮也可通过3β-羟基类固醇脱氢酶转化为表本胆烷醇酮。在肝脏中，表本胆烷醇酮经过葡萄苷酸化和硫酸化增强了水溶性，再经由尿液排出体外。